# Ligue mondiale masculine de water-polo 2010
Navigation
Édition précédente Édition suivante
La Ligue mondiale 2010 est la neuvième édition de la Ligue mondiale de water-polo, compétition annuelle organisée par la Fédération internationale de natation (FINA).
Chaque zone continentale organise des qualifications entre équipes invitées à participer. Leurs huit vainqueurs participent à une super finale du 13 au 18 juillet 2010 à Niš, en Serbie.
Elle est remportée par l'équipe de Serbie lors de la finale du 18 juillet 2010. Il s'agit de la troisième victoire en quatre éditions consécutives de cette équipe depuis la séparation de Serbie-et-Monténégro en 2006.

## Équipes participant à la super finale
Qualifiée d'Afrique :
- Afrique du Sud.

Qualifiée d'Amérique :
- États-Unis.

Qualifiées d'Asie et d'Océanie :
- Australie,
- Chine.

Qualifiées européennes :
- Espagne,
- Croatie,
- Monténégro (tenant du titre),
- Serbie (également pays hôte).

## Qualifications
Les équipes nationales sont invitées par la FINA à participer aux qualifications de la Ligue mondiale d'après leurs résultats ou leurs progrès récents. Ces qualifications sont organisées par zone continentaleou par regroupement de deux zones continentales selon le nombre d'équipes participantes.
Les matches ne peuvent pas se terminer sur un score d'égalité. Une séance de tirs au but (« T ») départage les équipes. Dans ces cas, le vainqueur marque deux points au classement et le perdant un point, au lieu respectivement de trois points et zéro point en cas de score inégal.

### Afrique
Les qualifications africaines ont lieu du 17 au 20 juin 2010, à Radès, en Tunisie.
| Rang | Équipe         | Pts | J | G | N | P | Bp | Bc  | Diff |
| ---- | -------------- | --- | - | - | - | - | -- | --- | ---- |
| 1    | Afrique du Sud | 18  | 6 | 6 | 0 | 0 | 95 | 26  | +69  |
| 2    | Tunisie        | 12  | 6 | 4 | 0 | 2 | 84 | 41  | +43  |
| 3    | Algérie        | 5   | 6 | 1 | 1 | 4 | 50 | 96  | -46  |
| 4    | Maroc          | 1   | 6 | 0 | 1 | 5 | 35 | 101 | -66  |

| Date    |                | Score       |                |
| ------- | -------------- | ----------- | -------------- |
| 17 juin | Tunisie        | 18-3        | Maroc          |
| 17 juin | Algérie        | 3-19        | Afrique du Sud |
| 18 juin | Maroc          | 3-19        | Afrique du Sud |
| 18 juin | Algérie        | 4-25        | Tunisie        |
| 18 juin | Tunisie        | 8-11        | Afrique du Sud |
| 18 juin | Maroc          | 14-15 ( T ) | Algérie        |
| 19 juin | Maroc          | 6-14        | Tunisie        |
| 19 juin | Afrique du Sud | 17-5        | Algérie        |
| 19 juin | Afrique du Sud | 19-3        | Maroc          |
| 19 juin | Tunisie        | 15-7        | Algérie        |
| 20 juin | Algérie        | 16-6        | Maroc          |
| 20 juin | Afrique du Sud | 10-4        | Tunisie        |

### Amérique
Les qualifications américaines se jouent du 5 au 8 mai à Los Alamitos, en Californie. Chaque équipe se rencontre deux fois.
| Rang | Équipe     | Pts | J | G | N | P | Bp | Bc | Diff |
| ---- | ---------- | --- | - | - | - | - | -- | -- | ---- |
| 1    | États-Unis | 12  | 4 | 4 | 0 | 0 | 69 | 12 | +57  |
| 2    | Brésil     | 6   | 4 | 2 | 0 | 2 | 52 | 32 | +20  |
| 3    | Venezuela  | 0   | 4 | 0 | 0 | 4 | 8  | 75 | -67  |

| Date  |            | Score |           |
| ----- | ---------- | ----- | --------- |
| 5 mai | Brésil     | 21-2  | Venezuela |
| 6 mai | Brésil     | 19-6  | Venezuela |
| 6 mai | États-Unis | 24-0  | Venezuela |
| 7 mai | États-Unis | 12-8  | Brésil    |
| 8 mai | États-Unis | 12-0  | Venezuela |
| 8 mai | États-Unis | 12-4  | Brésil    |

### Asie et Océanie
Les qualifications Asie-Océanie se jouent en deux matches entre chaque équipe, du 19 au 23 mai à Osaka, au Japon, et du 26 au 30 mai à Tianjin, en Chine.
| Rang | Équipe           | Pts | J  | G  | N | P  | Bp  | Bc  | Diff |
| ---- | ---------------- | --- | -- | -- | - | -- | --- | --- | ---- |
| 1    | Australie        | 30  | 10 | 10 | 0 | 0  | 148 | 52  | +96  |
| 2    | Chine            | 24  | 10 | 8  | 0 | 2  | 115 | 86  | +29  |
| 3    | Kazakhstan       | 15  | 10 | 5  | 0 | 5  | 132 | 85  | +47  |
| 4    | Japon            | 15  | 10 | 5  | 0 | 5  | 124 | 82  | +42  |
| 5    | Nouvelle-Zélande | 6   | 10 | 2  | 0 | 8  | 69  | 160 | -91  |
| 6    | Iran             | 0   | 10 | 0  | 0 | 10 | 60  | 183 | -123 |

| Date               |                  | Score |                  |
| ------------------ | ---------------- | ----- | ---------------- |
| Tournoi d'Osaka    |                  |       |                  |
| 19 mai             | Australie        | 16-11 | Japon            |
| 19 mai             | Nouvelle-Zélande | 15-12 | Iran             |
| 19 mai             | Chine            | 13-9  | Kazakhstan       |
| 20 mai             | Australie        | 10-5  | Kazakhstan       |
| 20 mai             | Chine            | 18-8  | Iran             |
| 20 mai             | Japon            | 16-4  | Nouvelle-Zélande |
| 21 mai             | Australie        | 23-1  | Iran             |
| 21 mai             | Chine            | 17-6  | Nouvelle-Zélande |
| 21 mai             | Japon            | 7-6   | Kazakhstan       |
| 22 mai             | Australie        | 15-4  | Chine            |
| 22 mai             | Kazakhstan       | 21-6  | Nouvelle-Zélande |
| 22 mai             | Japon            | 15-6  | Iran             |
| 23 mai             | Australie        | 17-3  | Nouvelle-Zélande |
| 23 mai             | Kazakhstan       | 23-8  | Iran             |
| 23 mai             | Chine            | 9-5   | Japon            |
| Tournoi de Tianjin |                  |       |                  |
| 26 mai             | Australie        | 9-8   | Japon            |
| 26 mai             | Kazakhstan       | 20-5  | Nouvelle-Zélande |
| 26 mai             | Chine            | 10-5  | Iran             |
| 27 mai             | Australie        | 14-4  | Nouvelle-Zélande |
| 27 mai             | Kazakhstan       | 21-5  | Iran             |
| 27 mai             | Chine            | 12-11 | Japon            |
| 28 mai             | Australie        | 11-7  | Kazakhstan       |
| 28 mai             | Japon            | 24-2  | Iran             |
| 28 mai             | Chine            | 14-8  | Nouvelle-Zélande |
| 29 mai             | Australie        | 23-3  | Iran             |
| 29 mai             | Japon            | 19-7  | Nouvelle-Zélande |
| 29 mai             | Chine            | 12-9  | Kazakhstan       |
| 30 mai             | Australie        | 10-6  | Chine            |
| 30 mai             | Nouvelle-Zélande | 11-10 | Iran             |
| 30 mai             | Kazakhstan       | 11-8  | Japon            |

### Europe
Les douze équipes européennes invitées sont réparties en trois groupes à l'intérieur desquels les équipes se rencontrent en matches aller et retour du 17 novembre 2009 à une sixième journée prévue le 20 avril 2010. Cette dernière fut perturbée et cinq de ses matches reportés à cause des problèmes de transports liés à l'éruption de l'Eyjafjöll, en Islande.
Le premier de chaque groupe se qualifie pour la super finale, ainsi que le deuxième du groupe C puisque la Serbie, qualifiée comme pays hôte, termine en tête.

#### Groupe A
| Rang | Équipe     | Pts | J | G | N | P | Bp | Bc | Diff |
| ---- | ---------- | --- | - | - | - | - | -- | -- | ---- |
| 1    | Monténégro | 15  | 6 | 5 | 0 | 1 | 59 | 36 | +23  |
| 2    | Italie     | 15  | 6 | 5 | 0 | 1 | 54 | 34 | +20  |
| 3    | Allemagne  | 3   | 6 | 1 | 0 | 5 | 36 | 57 | -21  |
| 4    | France     | 3   | 6 | 1 | 0 | 5 | 38 | 60 | -22  |

| Date        |            | Score |            | Quarts-temps          |
| ----------- | ---------- | ----- | ---------- | --------------------- |
| 17 novembre | France     | 8-12  | Monténégro | 2-2 ; 1-4 ; 2-2 ; 3-4 |
| 17 novembre | Italie     | 8-5   | Allemagne  | 2-1 ; 3-0 ; 1-1 ; 2-3 |
| 8 décembre  | Allemagne  | 7-16  | Monténégro | 2-5 ; 2-5 ; 0-4 ; 3-2 |
| 8 décembre  | France     | 7-11  | Italie     | 1-3 ; 0-3 ; 4-2 ; 2-3 |
| 26 janvier  | Allemagne  | 7-6   | France     | 0-1 ; 3-1 ; 2-2       |
| 26 janvier  | Italie     | 8-7   | Monténégro |                       |
| 23 février  | Monténégro | 11-3  | France     | 3-0 ; 1-1 ; 3-1 ; 4-1 |
| 23 février  | Allemagne  | 4-11  | Italie     |                       |
| 16 mars     | Italie     | 11-5  | France     |                       |
| 16 mars     | Monténégro | 7-5   | Allemagne  |                       |
| 28 avril    | Monténégro | 6-5   | Italie     | 1-2 ; 1-1 ; 1-0 ; 3-2 |
| 1er juin    | France     | 9-8   | Allemagne  | 1-6 ; 5-1 ; 1-0 ; 2-1 |

#### Groupe B
| Rang | Équipe    | Pts | J | G | N | P | Bp | Bc | Diff |
| ---- | --------- | --- | - | - | - | - | -- | -- | ---- |
| 1    | Croatie   | 13  | 6 | 4 | 1 | 1 | 71 | 53 | +18  |
| 2    | Russie    | 9   | 6 | 3 | 0 | 3 | 52 | 51 | +1   |
| 3    | Grèce     | 8   | 6 | 3 | 1 | 2 | 53 | 57 | -4   |
| 4    | Macédoine | 3   | 6 | 1 | 0 | 5 | 40 | 55 | -15  |

| Date        |           | Score |           | Quarts-temps          |
| ----------- | --------- | ----- | --------- | --------------------- |
| 17 novembre | Macédoine | 7-9   | Croatie   | 3-3 ; 1-1 ; 1-3 ; 2-2 |
| 17 novembre | Russie    | 9-6   | Grèce     | 2-2 ; 3-1 ; 2-1 ; 2-2 |
| 8 décembre  | Croatie   | 12-7  | Russie    | 3-2 ; 5-3 ; 2-2 ; 2-0 |
| 8 décembre  | Grèce     | 8-6   | Macédoine | 3-1 ; 2-2 ; 1-2 ;2-1  |
| 26 janvier  | Macédoine | 3-4   | Russie    |                       |
| 26 janvier  | Grèce     | 17-16 | Croatie   | ( T )                 |
| 23 février  | Croatie   | 12-9  | Macédoine |                       |
| 23 février  | Grèce     | 10-9  | Russie    |                       |
| 16 mars     | Macédoine | 7-6   | Grèce     |                       |
| 16 mars     | Russie    | 7-12  | Croatie   |                       |
| 22 juin     | Russie    | 16-8  | Macédoine |                       |
| 3 juillet   | Croatie   | 10-6  | Grèce     | 2-2 ; 3-0 ; 1-3 ; 4-1 |

#### Groupe C
| Rang | Équipe   | Pts | J | G | N | P | Bp | Bc | Diff |
| ---- | -------- | --- | - | - | - | - | -- | -- | ---- |
| 1    | Serbie   | 18  | 6 | 6 | 0 | 0 | 79 | 33 | +46  |
| 2    | Espagne  | 9   | 6 | 3 | 0 | 3 | 54 | 45 | +9   |
| 3    | Roumanie | 9   | 6 | 3 | 0 | 3 | 55 | 59 | -4   |
| 4    | Turquie  | 0   | 6 | 0 | 0 | 6 | 36 | 87 | -51  |

| Date        |          | Score |          | Quarts-temps          |
| ----------- | -------- | ----- | -------- | --------------------- |
| 17 novembre | Roumanie | 9-7   | Espagne  | 2-1 ; 3-1 ; 2-1 ; 2-4 |
| 17 novembre | Serbie   | 19-5  | Turquie  | 4-2 ; 4-0 ; 5-2 ; 6-0 |
| 8 décembre  | Roumanie | 5-7   | Serbie   | 3-2 ; 0-2 ; 2-2 ; 0-1 |
| 8 décembre  | Turquie  | 4-9   | Espagne  | 1-2 ; 2-3 ; 1-2 ; 0-2 |
| 26 janvier  | Serbie   | 7-6   | Espagne  |                       |
| 26 janvier  | Turquie  | 8-16  | Roumanie |                       |
| 23 février  | Espagne  | 9-7   | Roumanie |                       |
| 23 février  | Turquie  | 3-16  | Serbie   |                       |
| 16 mars     | Espagne  | 14-6  | Turquie  |                       |
| 16 mars     | Serbie   | 18-5  | Roumanie |                       |
| 20 avril    | Roumanie | 13-10 | Turquie  |                       |
| 27 avril    | Espagne  | 9-12  | Serbie   | 2-3 ; 1-3 ; 2-3 ; 4-3 |

## Super finale

### Tour préliminaire
Ce tour détermine les rencontres des quarts de finale selon le classement final des équipes de chacun des deux groupes.
Comme en qualifications, les matches ne peuvent pas se terminer sur un score d'égalité. Une séance de tirs au but (« T ») départage les équipes. Dans ces cas, le vainqueur marque deux points au classement et le perdant un point, au lieu respectivement de trois points et zéro point en cas de score inégal.

#### Groupe A
| Rang | Équipe     | Pts | J | G | N | P | Bp | Bc | Diff |
| ---- | ---------- | --- | - | - | - | - | -- | -- | ---- |
| 1    | Monténégro | 8   | 3 | 2 | 1 | 0 | 38 | 20 | +18  |
| 2    | États-Unis | 7   | 3 | 2 | 1 | 0 | 27 | 19 | +8   |
| 3    | Espagne    | 3   | 3 | 1 | 0 | 2 | 21 | 23 | -2   |
| 4    | Chine      | 0   | 3 | 0 | 0 | 3 | 14 | 38 | -24  |

| Date       |            | Score |            | Quarts-temps                  |
| ---------- | ---------- | ----- | ---------- | ----------------------------- |
| 13 juillet | Monténégro | 16-4  | Chine      | 1-0 ; 3-3 ; 6-0 ; 6-1         |
| 13 juillet | États-Unis | 7-3   | Espagne    | 2-0 ; 2-2 ; 0-0 ; 3-1         |
| 14 juillet | États-Unis | 11-5  | Chine      | 3-2 ; 3-0 ; 2-1 ; 3-2         |
| 14 juillet | Monténégro | 11-7  | Espagne    | 4-2 ; 4-3 ; 1-1 ; 2-1         |
| 15 juillet | Chine      | 5-11  | Espagne    | 2-3 ; 0-4 ; 2-3 ; 1-1         |
| 15 juillet | Monténégro | 11-9  | États-Unis | 1-2 ; 3-1 ; 1-1 ; 2-3 T : 4-2 |

#### Groupe B
| Rang | Équipe         | Pts | J | G | N | P | Bp | Bc | Diff |
| ---- | -------------- | --- | - | - | - | - | -- | -- | ---- |
| 1    | Serbie         | 9   | 3 | 3 | 0 | 0 | 39 | 14 | +25  |
| 2    | Australie      | 6   | 3 | 2 | 0 | 1 | 35 | 19 | +16  |
| 3    | Croatie        | 3   | 3 | 1 | 0 | 2 | 37 | 20 | +17  |
| 4    | Afrique du Sud | 0   | 3 | 0 | 0 | 3 | 5  | 63 | -58  |

| Date       |                | Score |                | Quarts-temps          |
| ---------- | -------------- | ----- | -------------- | --------------------- |
| 13 juillet | Australie      | 10-7  | Croatie        | 3-1 ; 3-2 ; 2-1 ; 2-3 |
| 13 juillet | Serbie         | 22-0  | Afrique du Sud | 6-0 ; 6-0 ; 4-0 ; 6-0 |
| 14 juillet | Australie      | 19-4  | Afrique du Sud | 7-2 ; 3-0 ; 2-1 ; 7-1 |
| 14 juillet | Serbie         | 9-8   | Croatie        | 1-3 ; 4-2 ; 2-1 ; 2-2 |
| 15 juillet | Afrique du Sud | 1-22  | Croatie        | 0-5 ; 0-4 ; 0-6 ; 1-7 |
| 15 juillet | Serbie         | 8-6   | Australie      | 0-1 ; 5-1 ; 1-1 ; 2-3 |

### Quarts de finale
Les huit équipes participent aux quarts de finale : les premiers de chaque groupe affrontent les quatrièmes de l'autre, les deuxièmes et les troisièmes de groupe différent s'opposant.
| Date       |            | Score |                | Quarts-temps           |
| ---------- | ---------- | ----- | -------------- | ---------------------- |
| 16 juillet | États-Unis | 11-13 | Croatie        | 2-5 ; 3-3 ; 4-5 ; 2-0  |
| 16 juillet | Espagne    | 5-6   | Australie      | 1-2 ; 2-0 ; 2-3 ; 0-1  |
| 16 juillet | Monténégro | 21-2  | Afrique du Sud | 4-1 ; 10-0 ; 3-1 ; 4-0 |
| 16 juillet | Chine      | 4-17  | Serbie         | 3-4 ; 1-3 ; 0-5        |

### Demi-finales
| Date       |           | Score |            | Quarts-temps          |
| ---------- | --------- | ----- | ---------- | --------------------- |
| 17 juillet | Croatie   | 11-14 | Serbie     | 5-4 ; 3-4 ; 2-4 ; 1-2 |
| 17 juillet | Australie | 6-8   | Monténégro | 3-1 ; 0-3 ; 2-2 ; 1-2 |

### Finale et matches de classement
| Date                        |            | Score  |                | Quarts-temps                  |
| Finale                      | Finale     | Finale | Finale         | Finale                        |
| --------------------------- | ---------- | ------ | -------------- | ----------------------------- |
| 18 juillet                  | Monténégro | 12-14  | Serbie         | 1-1 ; 4-3 ; 2-2 ; 3-4 T : 4-2 |
| Matches de classement 3e/4e |            |        |                |                               |
| 18 juillet                  | Australie  | 7-9    | Croatie        | 1-4 ; 1-2 ; 3-3 ; 2-0         |
| Matches de classement 5e/8e |            |        |                |                               |
| 17 juillet                  | États-Unis | 13-6   | Chine          | 1-1 ; 4-2 ; 4-0 ; 4-3         |
| 17 juillet                  | Espagne    | 12-1   | Afrique du Sud | 2-0 ; 4-0 ; 2-1               |
| 18 juillet 5e/6e            | États-Unis | 7-6    | Espagne        | 1-3 ; 2-0 ; 3-1 ; 1-2         |
| 18 juillet 7e/8e            | Chine      | 11-5   | Afrique du Sud | 6-3 ; 1-1 ; 0-0 ; 4-1         |

## Classement final
|   | Équipes        |
| - | -------------- |
| 1 | Serbie         |
| 2 | Monténégro     |
| 3 | Croatie        |
| 4 | Australie      |
| 5 | États-Unis     |
| 6 | Espagne        |
| 7 | Chine          |
| 8 | Afrique du Sud |

## Sources et références
1. ↑  Programme de la Ligue mondiale masculine 2010, Fédération internationale de natation.
2. ↑  Agence Tunis Afrique Presse, 19 juin 2010.
3. 1 2  « L'Afrique du Sud bat la Tunisie 10-4 et se qualifie pour la phase finale », Agence Tunisie Afrique presse, 20 juin 2010.
4. ↑  Calendrier et résultats des matches de qualification de mai 2010 en Californie, USA Water Polo ; page consultée le 2 juin 2010.
5. ↑  « McGregor sparheads Sharks to 10-game clean sheet »(Archive.org • Wikiwix • Archive.is • Google • Que faire ?), Australian Water Polo, 31 mai 2010.
6. ↑  « Slavlje Hrvatske u Gružu », Sportnet.hr, 3 juillet 2010 ; page consultée le 8 juillet 2010.
7. 1 2  Résultats de la super finale de la Ligue mondiale 2010, Waterpolo Development World.

- Résultats et classements, Fédération internationale de natation.